# Материк (археология)
Матери́к — слой земли и других пород, лежащих под культурным слоем и не содержащие следов жизнедеятельности человека. Термин «материк» служит сокращением понятия «материнская порода», введённого В. В. Докучаевым. Часто бывает так, что исследуемое место по каким-либо причинам было покинуто людьми и почвенный слой с позднейшими наносами земли с течением времени задерновался, однако при дальнейших раскопках обнаруживаются материалы более ранних исторических периодов. Поэтому археологи обязательно прокапывают верхний горизонт материка для контроля, чтобы доказать, что они добрались до настоящего «материка».